# 贝拉里
贝拉里县（Bellary ಬಳ್ಳಾರಿ）位于印度南部卡纳塔克邦的东部，接壤安得拉邦。
毗奢耶那伽罗王朝首都的废墟位于现今的亨比村（Hampi ಹ೦ಪೆ），1986年被认定为世界遗产。